# Джорджо Моранді
Джорджо Моранді (італ. Giorgio Morandi; 20 липня 1890, Болонья, Італія — 18 червня 1964, Болонья, Італія) — італійський художник і графік, який спеціалізувався на натюрморті. Його картини відзначаються тональною тонкістю у зображенні очевидно простих предметів, які обмежувались переважно вазами, пляшками, мисками, квітами та пейзажами.

## Біографія
Джорджо Моранді народився в Болоньї в родині Андреа Моранді та Марії Маккаферрі. Спочатку він жив на Віа Ламе, де народились його брат Джузеппе (який помер у 1903 р.) та його сестра Анна. Потім сім'я переїхала на Віа Авеселла, де народилися ще дві сестри — Діна в 1900 році та Марія Тереза в 1906 році. З 1907 по 1913 рік Джорджо навчався в Академії вишуканих мистецтв Болоньї. Після смерті батька в 1909 році сім'я переїхала на Віа Фондаца, а Моранді став головним у сім'ї.
В академії Моранді навчився офорту, вивчаючи книги про Рембрандта. Він чудово навчався, хоча професори не схвалювали змін у його стилі протягом останніх двох років навчання в академії. Незважаючи на те, що він усе своє життя прожив у Болоньї, на Моранді вплинули роботи Сезанна, Дерена та Пікассо. У 1910 році він відвідав Флоренцію, де роботи таких художників, як Джотто, Мазаччо, П'єро Делла Франческа та Паоло Уччелло справили на нього велике враження. У 1914 році він здійснив короткий екскурс у футуристичний стиль. Того ж року Моранді був призначений інструктором малювання для початкових шкіл Болоньї — посаду, яку він обіймав до 1929 року.
У 1915 році він пішов в армію, але був достроково звільнений. Під час війни натюрморти Моранді стали більш зменшеними за своїми композиційними елементами і чистішими за формою, виявлялось його захоплення як Сезаном, так і Дуаньє Руссо.

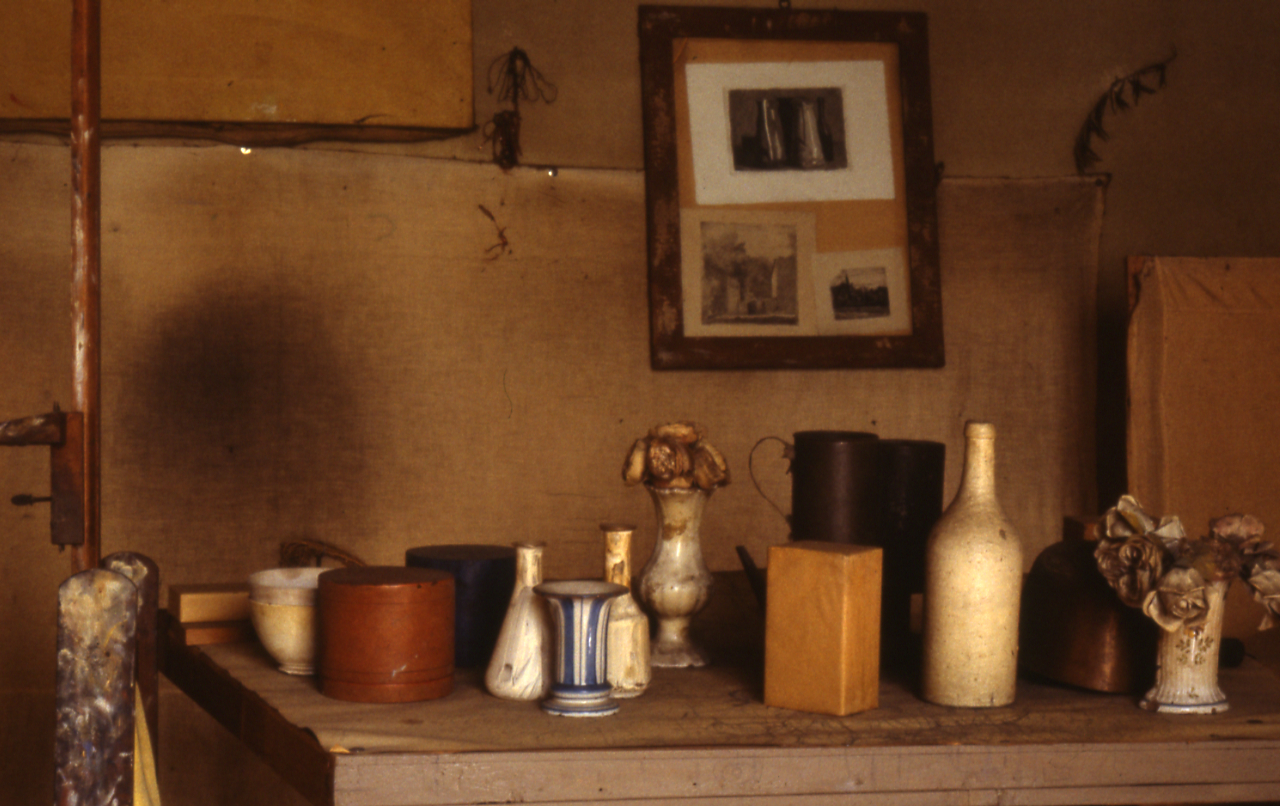
Студія Моранді на Віа Фондаца

Фаза метафізичного живопису у творчості Моранді тривала з 1918 по 1922 рік. Після цього він все більше зосереджувався на тонких градаціях відтінку, тону та об'єктів, розташованих в об'єднуючій атмосферній смузі, встановлюючи напрямок, яким повинно було рухатися його мистецтво. Моранді демонстрував свої полотна на виставках Novecento Italiano 1926 і 1929 рр., але до кінця десятиліття був більш пов'язаний з регіональною групою " Страпаези " — групою, яка підкреслювала місцеві культурні традиції. У 1920-х рр. Він був прихильним до фашистської партії хоча дружба з антифашистськими діячами змусила владу ненадовго заарештувати його в 1943 р. З 1928 року Моранді брав участь у деяких виставках Венеціанської бієнале, в квадриєнале в Римі, а також виставлявся в різних італійських та закордонних містах.
У 1929 році Джорджо Моранді проілюстрував твір Вінченцо Кардареллі, переможця преміо Багутти. З 1930 по 1956 рік Моранді був професором офорту в академії . Венеціанська бієнале 1948 року присудила йому першу премію за живопис. Вперше він відвідав Париж у 1956 р., а в 1957 р. виграв головний приз на Бієнале в Сан-Паулу .
Тихий і ввічливий як у приватному, так і в громадському житті, Моранді змусив говорити про себе як про загадкову, але дуже оптимістичну особистість. Моранді жив на вулиці Фондаца, в Болоньї, разом зі своїми трьома сестрами Анною, Діною та Марією Терезою. Моранді помер від раку легенів 18 червня 1964 р.

## Спадщина

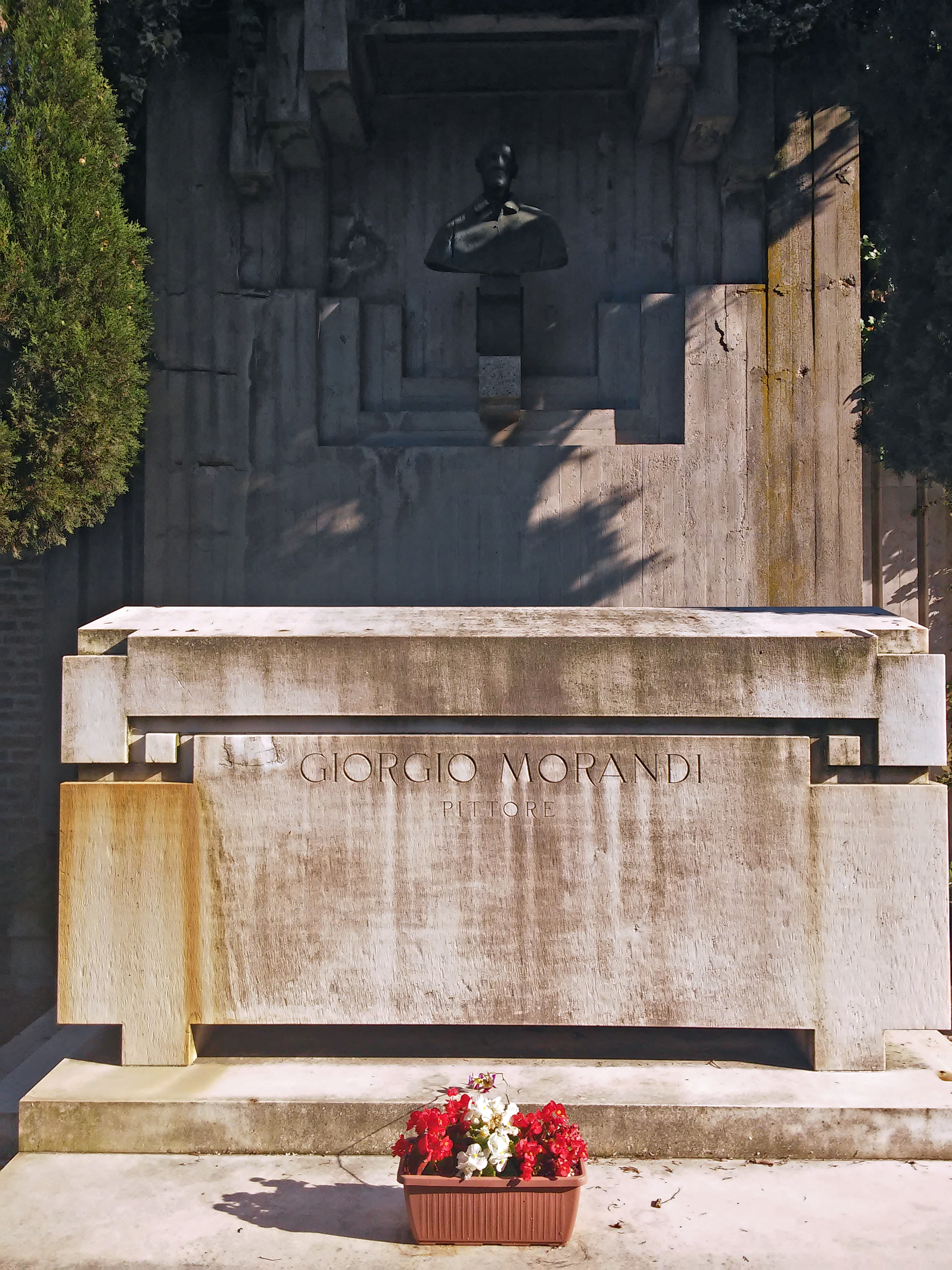
Могила Моранді в Чертозі ді Болонья.

Моранді похований у Чертозі ді Болонья у сімейній гробниці разом із трьома сестрами.  На могилі є його портрет Джакомо Манцо .
Протягом своєї кар'єри Моранді зосередився на натюрмортах і пейзажах, за винятком кількох автопортретів. З великою чутливістю до тону, кольору та композиційного балансу він знову і знову зображав ті самі знайомі пляшки та вази на картинах, що вирізняються простотою виконання. Плідний живописець, він написав близько 1350 олійних картин. Він також виконав 133 офорту, що є значним обсягом роботи, і його малюнки та акварелі часто підходять для абстракції. Він пояснив: «Найбільше мене цікавить зображення того, що є в природі, у видимому світі, тобто».
Моранді сприймали як одного з небагатьох італійських художників, котрий уникнув фашизму та розвинув стиль суто живописних цінностей, що відповідає модерністській абстракції. Завдяки своїм простим і повторюваним мотивам та економному використанню кольору, цінності та поверхні, Моранді став важливим попередником мінімалізму .
Про нього писали Філіпп Жаккотт, Жан Леймарі, Жан Клер, Ів Боннефуа, Роберто Лонгі, Чезаре Бренді, Ламбето Віталі, Луїджі Маньяні, Марілена Паскуалі та багато інших критиків.
Федеріко Фелліні віддав йому належне у своєму фільмі 1960 року «Дольче Віта», де були зображені картини Моранді. Один з головних героїв роману Сари Холл « Як намалювати мерця» вчився на творах Моранді. Роман Дона Делійо 9 вересня " Падаюча людина " (2007) включає дві картини натюрмортів Моранді на стіні квартири Ніни в Нью-Йорку, а також «показ картин Моранді в галереї в Челсі» на початку розділу 12. Моранді був особливим улюбленцем ексцентричного шотландського поета Івора Катлера, який включив вірш про художника до своєї першої антології «Багато мух має пір'я» (1973).
Дві олійні картини Моранді були обрані президентом США Бараком Обамою в 2009 році і зараз є частиною колекції Білого дому .
У 1993 році Марілена Паскуалі та муніципалітет Болоньї створили музей Джорджо Моранді завдяки пожертвуванню його сестри Марії Терези Моранді. Сьогодні музей включає реконструкцію його майстерні.

### Виставки
Незважаючи на те, що Моранді не був особливо зацікавлений у виставках, його роботи демонструвались у Музеї сучасного мистецтва Болоньї (MAMbo) та в багатьох інших містах, в основному завдяки Центру Студі Джорджо Моранді та його президенту Марілені. Паскуалі. У грудні 2008 року в Музеї мистецтв Метрополітен у Нью-Йорку відбулася виставка, присвячена Моранді. З 7 червня по 22 вересня 2013 року в Центрі образотворчих мистецтв у Брюсселі, Бельгія, проходила виставка Моранді (із запрошеним художником Люком Туймансом).
Двадцять одна робота художника була показана у Венеції у 2010 році. У 2015 році в галереї Девіда Цвірнера відбулася виставка робіт Моранді в Нью-Йорку. З 9 жовтня по 25 червня 2016 року Центр італійського сучасного мистецтва в Нью-Йорку провів виставку, де представили близько 40 картин, офортів та малюнків Моранді.

### Фотографії
Деякі з найвідоміших фотографів ХХ століття сфотографували Моранді в його будинку на вулиці Фондаца, в будинку Грицзани Моранді та на Венеціанській бієнале. Серед тих, хто фотографував Моранді або його студію, були Герберт Ліст, Дуейн Міхалс, Жан Франсуа Баре, Паоло Пранді, Паоло Феррарі, Ламберто Віталі, Ліберо Гранді, Франц Хубман, Лео Ліоні, Антоніо Масотті, Карло Людовико Раггіанті, Лі Міллер, Джанколомбо, Уго Мулас, Луїджі Гіррі, Джанні Беренго Гардін та Лучано Кальцоларі.
Режисер Тасіта Дін зняв всередині будинку Моранді на вулиці Фондацца. Виставка кадрів одного з двох фільмів « Натюрморт» відбулася в Центрі італійського сучасного мистецтва в Нью-Йорку в 2016 році
У 2016 році американський фотограф Джоель Мейровіц опублікував Моранді «Об'єкти» — книгу із фотографіями понад 260 об'єктів, які художник зібрав за своє життя.